# Daniel Friedrich von Mylius
Daniel Friedrich von Mylius (geboren 1657 in Danzig; gestorben 6. Januar 1741 ebenda) war ein deutscher Silber- und Goldschmied, der seit 1689 als Meister in Danzig tätig war.

## Leben und Wirken
Mylius gehörte vermutlich zu einer in Augsburg ansässigen Goldschmiedefamilie, die in den Quellen mit unterschiedlichen Namensvarianten vertreten ist: Mülich, Müllich, Milich, von Mülich oder Mühlich. Sie ließen sich in der Mitte des 17. Jahrhunderts in Danzig nieder. Mylius ging in den Jahren 1687 bis 1688 bei dem Goldschmied Johann Gottfried Holl in die Lehre und fertigte sein Meisterstück in der Werkstatt von Peter Rhode II an. Anschließend erhielt er am 22. Oktober 1689 die Bürgerrechte der Stadt. Er war bis zu seinem Austritt 1711 in der dortigen Goldschmiedegilde und beschäftigte Daniel Treuhorn als Meister; er bildete in seiner Werkstatt Michael Dietrich (1673 – 27. März 1748), David Erdman und Conrad Stoltz aus. Im Jahr 1700 hatte er seinen Sohn Johann Friedrich Mylius ebenfalls als Lehrjungen eingetragen, doch dieser wollte später den väterlichen Beruf nicht ausüben. Einige seiner Lehrjungen blieben als Gesellen bei ihm, so beispielsweise Michael Dietrich seit 1701; ein weiterer Geselle war Gerhart Falck (13. August 1657 – 29. April 1727), den er 1690 eingestellt hatte.
Mylius versah seine Werke mit der Werkstatt- oder Herstellermarke DM in einem ovalen Feld, mit dem Danziger Stadtstempel oder einem Beschauzeichen. Er fertigte unter anderem luxuriöses Silbergeschirr und teilweise vergoldete Trinkgefäße, oftmals Gefäße, die mit figürlichen Szenen verziert wurden. Beispiele finden sich in namhaften Museen. Daneben fertigte er auch religiöse Gegenstände wie einen Kelch für die Johanneskirche in Thorn.

## Werke
- Becher aus getriebenem Silber – Kunstgewerbemuseum, Berlin[3]
- Becher aus getriebenem Silber – Germanisches Nationalmuseum, Nürnberg HG 11439[4]
- Vergoldete Deckelkanne – Ehemals Sammlung Fürst Jussupow, Sankt Petersburg[2]
- Teilvergoldeter Becher – Museo Nacional Thyssen-Bornemisza, Madrid O 68.[5]
- Vergoldeter Silberkrug. Das umlaufende Relief zeigt ein Trinkgelage des babylonischen Königs Belsazar an einer langen Tafel mit individuell gestalteten Gästen – Victoria and Albert Museum, London M.6-1964.[1][6]
- Silberner Deckelkrug, Kunsthandel Utrecht[7]
- Silberner Römer, teilvergoldet, Kunsthandel Paris